# Polyopidae
Polyopidae is een familie van neteldieren uit de orde van de Actiniaria (zeeanemonen). 

## Geslachten
- Amphiactis Verrill, 1869
- Polyopis Hertwig, 1882